# Удмуртський Сарамак
Удму́ртський Сарама́к (рос. Удмуртский Сарамак) — присілок в Кізнерському районі Удмуртії, Росія.
Населення становить 233 особи (2010, 270 у 2002).
Національний склад (2002):
- удмурти — 69 %
- росіяни — 30 %

Урбаноніми:
- вулиці — Зарічна, Нагірна, Північна, Східна
- провулки — Широкий

## Історія
Стара назва — Сарамак-Пельга. Назва Сарамак приблизно перекладається з удмуртської мови як родоначальник, той, що починає рід; пельга вказує на один з удмуртських родів.